# Xiahou Yuan
Xiahou Yuan, (164 - Juillet 219) cousin de Xiahou Dun et Cao Cao, qu'il rejoint en 190. Il s'occupait de la formation des armées du Wei et il était notamment réputé pour ses frappes rapides comme l'éclair et sa maîtrise de l'arc. Durant les batailles, il dirigeait la plupart du temps une aile de l'armée du Wei. Il captura Chen Shi.
Il affronta l'archer vétéran du Shu, Huang Zhong, lors de la bataille du mont Ding Jun et fut tué par ce dernier.
Il est également le père de Xiahou Ba, ainsi que l'oncle de Xiahouji.